# ترنس مورگان
ترنس مورگان (انگلیسی: Terence Morgan; ۸ دسامبر ۱۹۲۱ – ۲۵ اوت ۲۰۰۵) بازیگر تئاتر، و بازیگر سینما اهل بریتانیا بود.
از فیلم‌ها یا برنامه‌های تلویزیونی که وی در آن نقش داشته‌است می‌توان به هملت و قایم‌موشک اشاره کرد.